# Rodzina 8-bitowych Atari

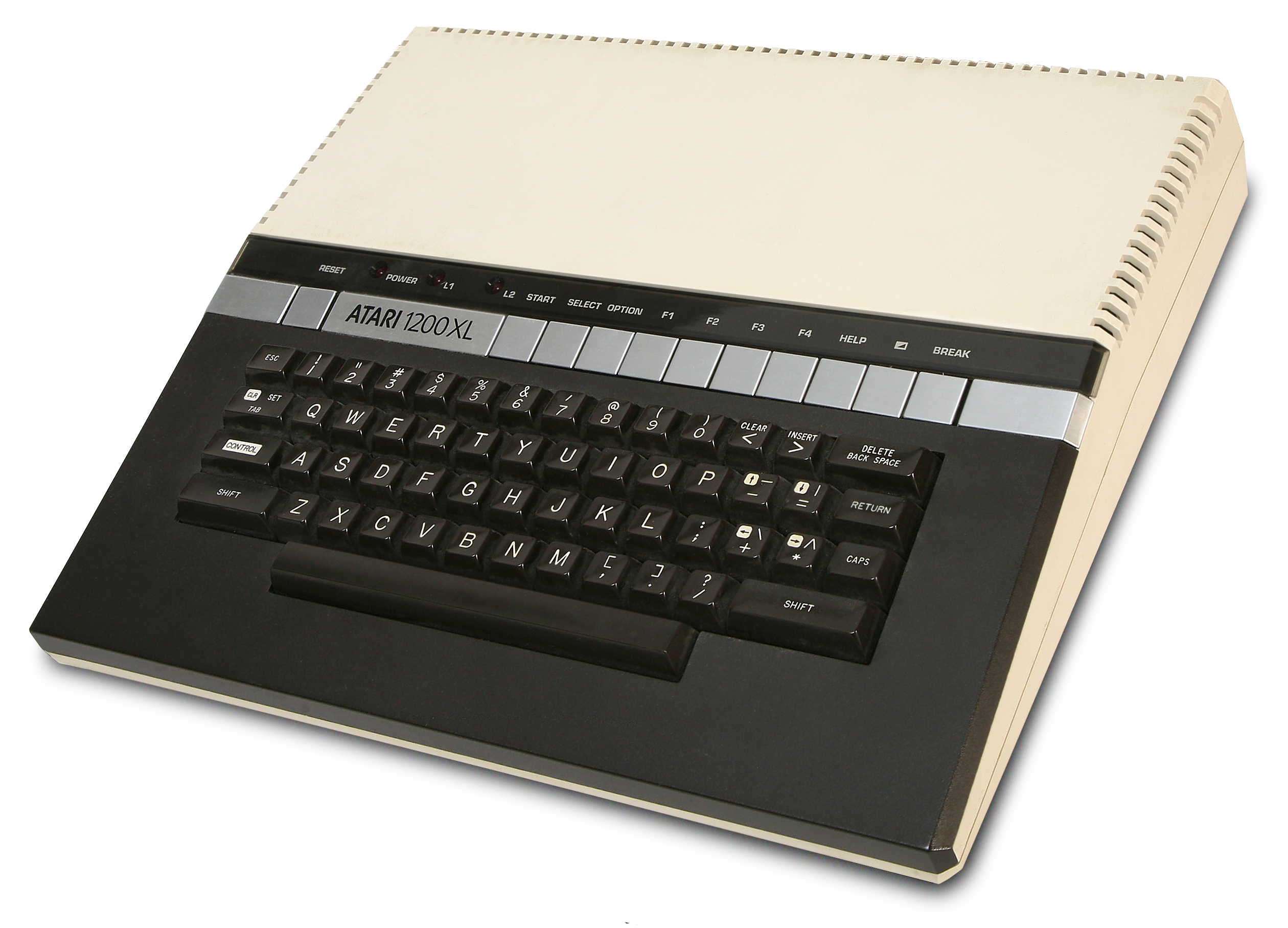
Atari 1200XL

Rodzina 8-bitowych Atari – seria 8-bitowych komputerów domowych wprowadzona przez amerykańskie przedsiębiorstwo Atari.
W roku 1978, po sukcesie konsoli Atari 2600, Atari postanowiło spróbować swych sił na rodzącym się dopiero rynku komputerów domowych. W listopadzie 1979 roku spółka rozpoczęła sprzedaż modeli Atari 400 (nazwa kodowa Candy) i Atari 800 (nazwa kodowa Colleen) – tańszej i droższej wersji 8-bitowego komputera.

## Lista 8-bitowych mikrokomputerów Atari (6502)
- Atari 400 (1979)
- Atari 800 (1979)
- Atari 1200XL (1983)
- Atari 600XL (1983)
- Atari 800XL (1983)
- Atari 65XE (1985)
- Atari 130XE (1985)
- Atari 800XE (1987)
- Atari XEGS (1987)

## Atari 400/800

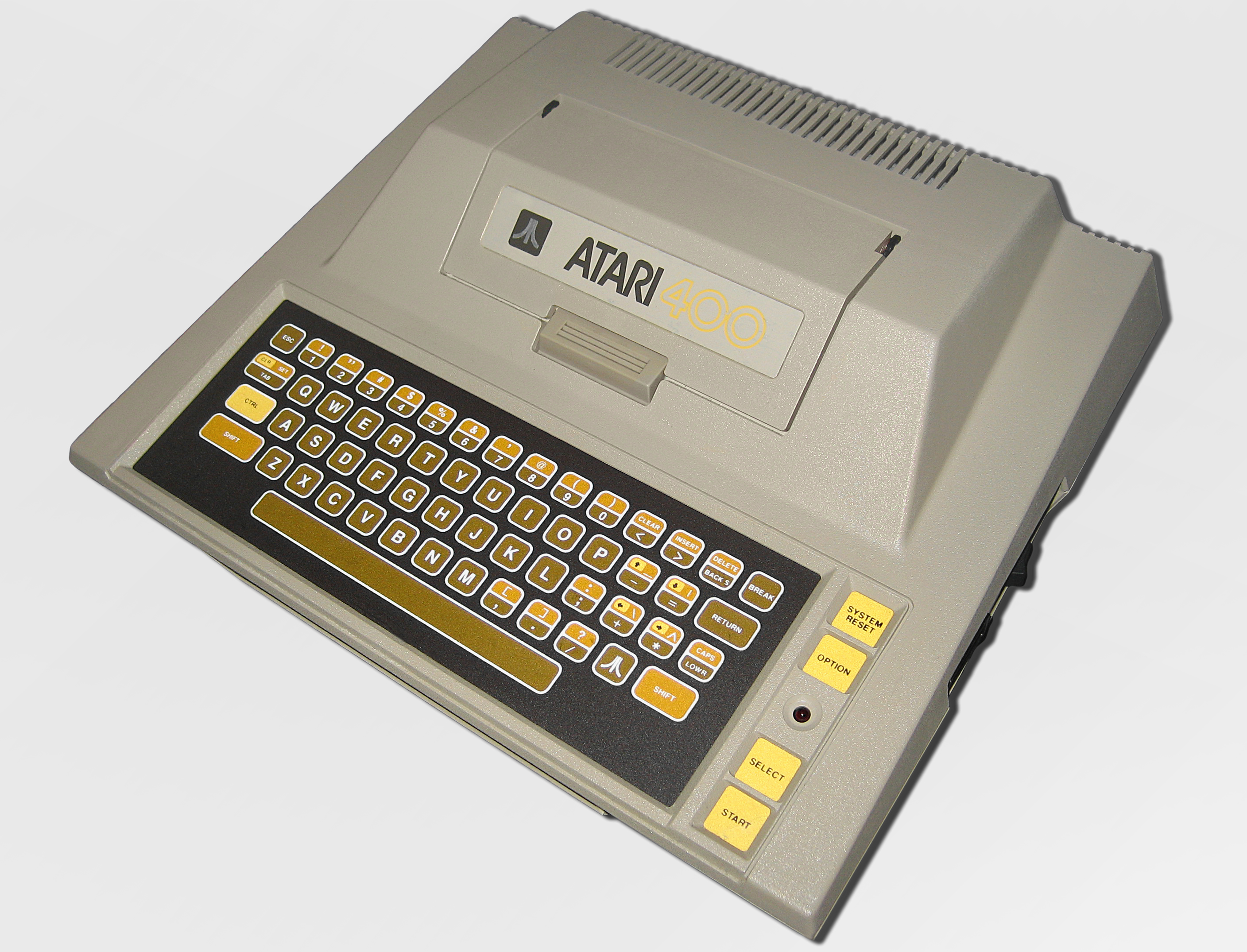
Atari 400

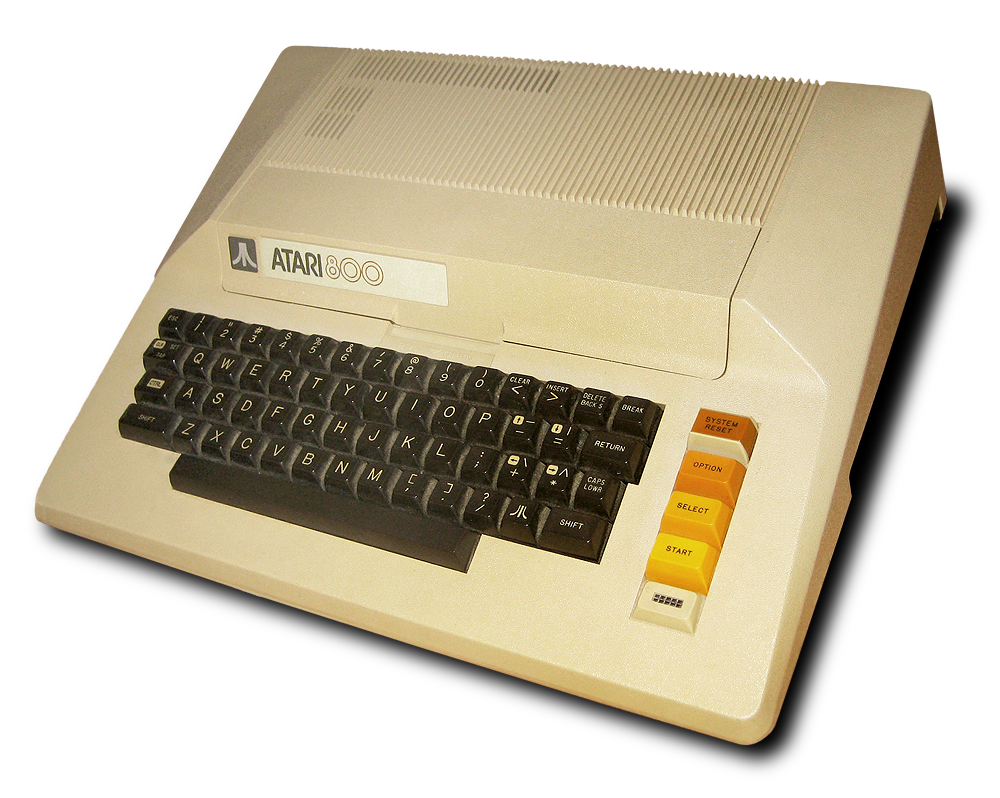
Atari 800

- mikroprocesor MOS 6502 taktowany zegarem 1,792 MHz (wersja NTSC) lub 1,77 MHz (wersje PAL i SECAM); w końcowym okresie 6502C „Sally”
- pamięć ROM: 10 KB
- pamięć RAM: początkowo 8 KB; w miarę produkcji zwiększana do 16 KB w modelu 400 i 48 KB w modelu 800
- grafika: układy ANTIC i CTIA lub (od 1981 r.) GTIA
  - 6 trybów tekstowych o rozdzielczości od 20×12 do 40×24 znaków w 2 lub 5 kolorach (3 dostępne z poziomu systemu operacyjnego)
  - z układem CTIA: 8 trybów graficznych o rozdzielczości od 40×24 do 320×192 pikseli w 2 lub 4 kolorach (6 dostępnych z poziomu systemu operacyjnego)
  - z układem GTIA: 11 trybów graficznych o rozdzielczości od 40×24 do 320×192 pikseli w 2, 4 lub 16 kolorach (9 dostępnych z poziomu systemu operacyjnego)
  - paleta barw: 128 kolorów (16 kolorów po 8 odcieni); po wprowadzeniu GTIA 256 kolorów (16 kolorów po 16 odcieni)
  - do ośmiu „duszków”, zwanych w terminologii Atari „graczami i pociskami”; w istocie dostępne są 4 duszki większe (gracze) oraz 4 duszki mniejsze (pociski), które można opcjonalnie połączyć w piątego „gracza”; każdy z graczy i pocisków ma niezależny kolor, a układy graficzne wykrywają i sprzętowo sygnalizują kolizje między nimi oraz pomiędzy każdym z obiektów a tłem (zwanym w terminologii Atari „polem gry”)
- dźwięk: układ POKEY, cztery ośmiobitowe kanały syntezy generujące obwiednię w teorii prostokątną, w istocie zaś falę o dość skomplikowanym przebiegu; każdy z kanałów ma niezależny rejestr głośności, trójzakresowy generator zakłóceń losowych (szumu); istnieje też możliwość wyboru jednej z trzech częstotliwości bazowych dla wszystkich generatorów, to jest 15 kHz, 64 kHz oraz 1,77 MHz; ponadto pary generatorów (1+2 oraz 3+4) można niezależnie połączyć w jeden generator szesnastobitowy
- 57-klawiszowa klawiatura QWERTY oraz 4 klawisze funkcyjne

Peryferia:
- układ PIA 6520: 4 porty joysticków, każdy po 4 linie programowalne niezależnie jako wejście albo wyjście
- układ POKEY: pamięci masowe i inne peryferia obsługiwane przez złącze szeregowe, do ośmiu (w praktyce do czterech) stacji dysków (prędkość transmisji 19200 bitów na sekundę), jeden magnetofon kasetowy (600 bitów na sekundę), modem itd.

Od listopada 1981 roku egzemplarze komputerów były wyposażone w ulepszoną wersję układu CTIA zwaną GTIA. Paleta barw została w nim rozszerzona do 256, a liczba trybów graficznych zwiększona o trzy nowe, o rozdzielczości 80×192 pikseli w 16 odcieniach jednego koloru, 80×192 pikseli w 16 barwach o jednym odcieniu lub 80×192 pikseli w 9 barwach dowolnie wybranych z palety 128 barw (układ CTIA/GTIA miał tylko 9 rejestrów kolorów, stąd ta dziwna liczba).

## Seria XL

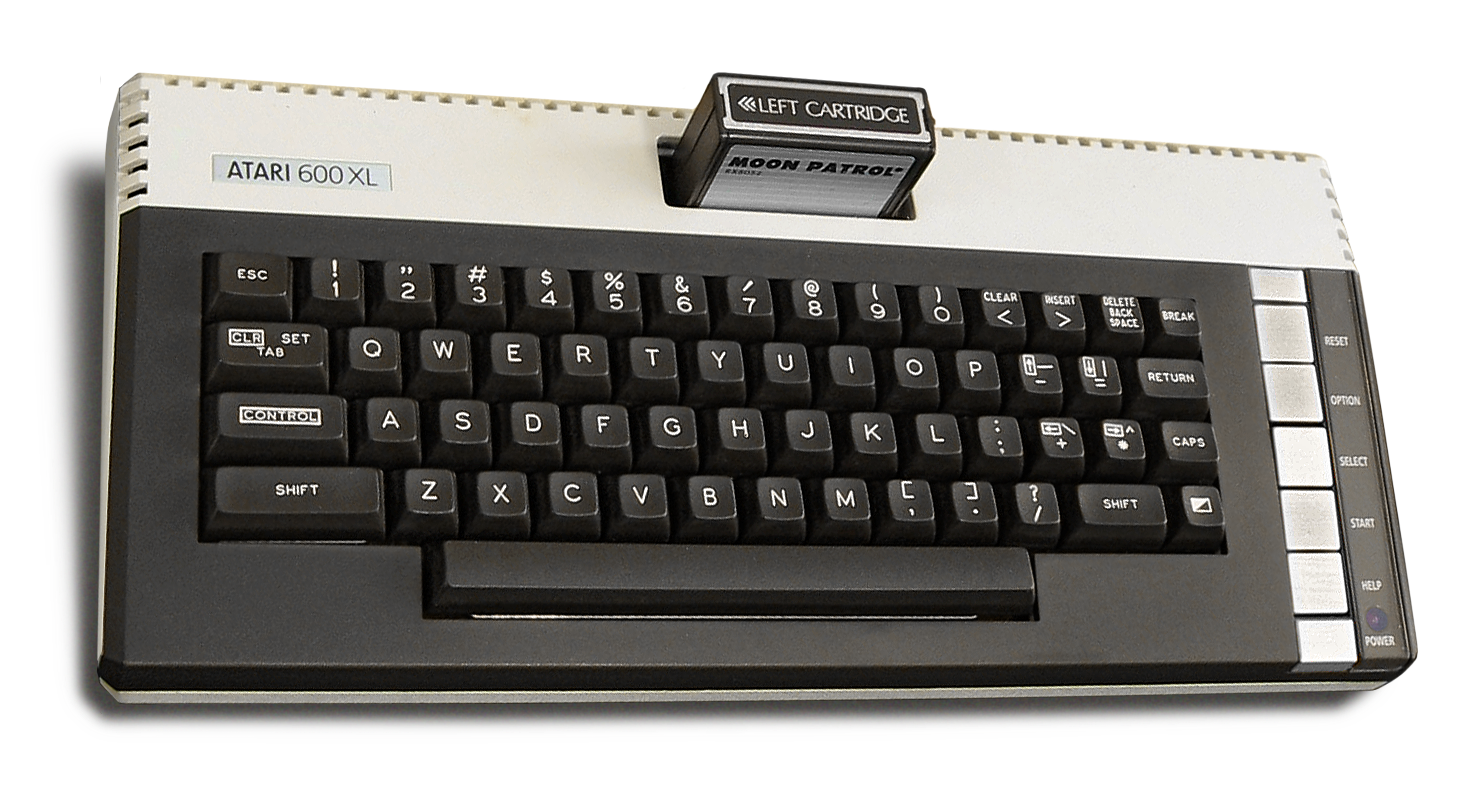
Atari 600XL z kartridżem

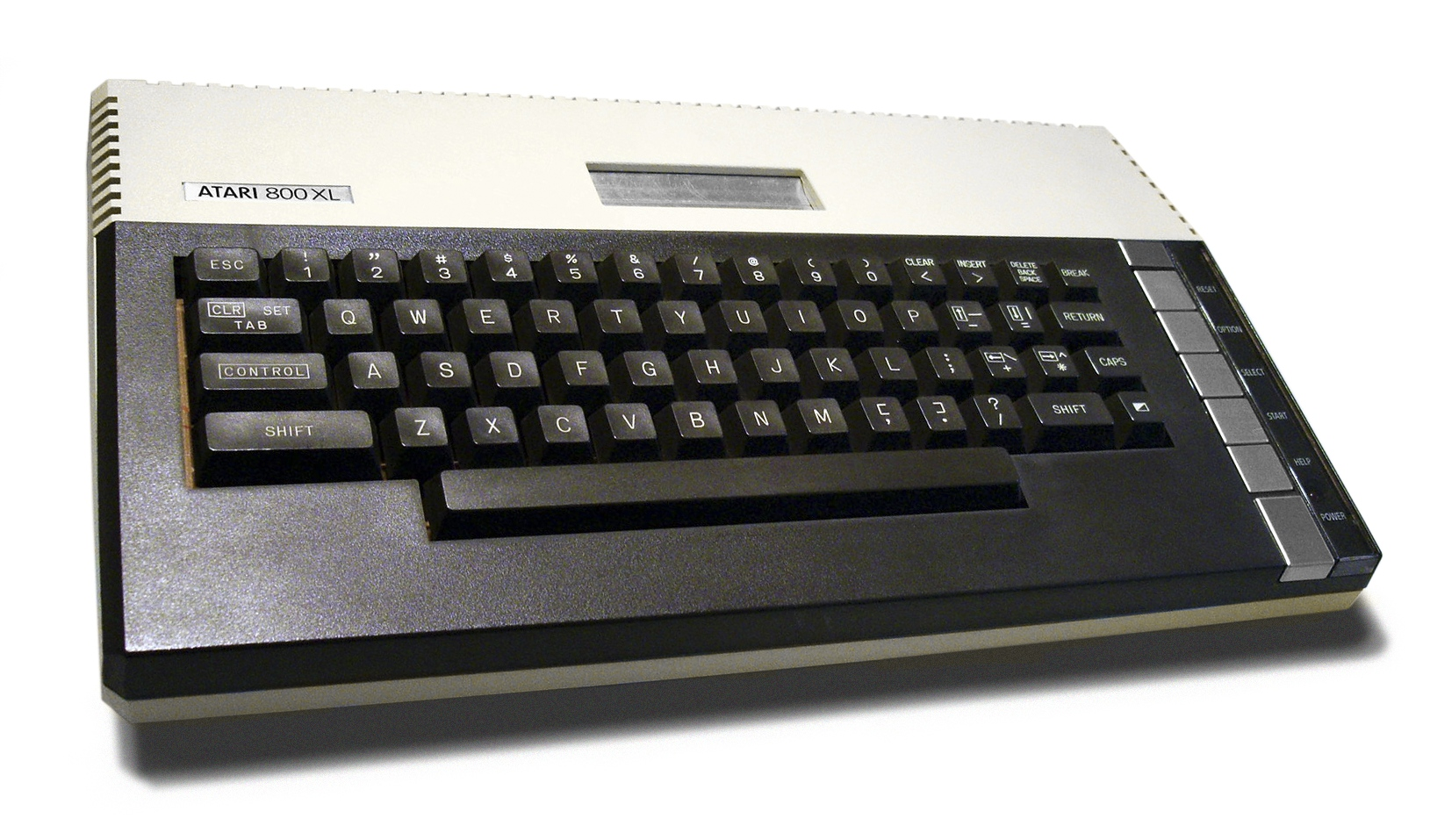
Atari 800XL

W 1982 roku Atari napotykając rosnącą konkurencję cenową rozpoczęła prace nad serią komputerów znacznie tańszych w założeniu w produkcji. Miały to być komputery oparte na pojedynczej płycie głównej zawierającej całą niezbędną elektronikę, ze znacznie zredukowaną liczbą układów scalonych (połączenie kilku układów w jeden). Efektem tych prac było wprowadzenie w grudniu 1982 roku modelu 1200XL. Był to komputer nieudany, z szeregiem błędów konstrukcyjnych (brak wyprowadzonego napięcia 12 V na porcie rozszerzeń, brak wyprowadzenia sygnału chrominancji na port monitora itp.) oraz już na starcie zbyt drogi jak na oferowane możliwości. Jego przyjęcie rynkowe było bardzo chłodne.
W roku 1983 przedsiębiorstwo Atari wprowadziło na rynek dwa ulepszone modele komputera – Atari 600XL i 800XL – różniące się ilością pamięci RAM. Modele te zastąpiły zarówno Atari 400/800, jak i Atari 1200XL (wycofany po zaledwie kilku miesiącach produkcji), wykorzystując doświadczenia z obydwu tych platform.
Dane techniczne:
- mikroprocesor 6502C „Sally” taktowany zegarem 1,792 MHz (wersja NTSC) lub 1,77 MHz (wersje PAL i SECAM)
- pamięć ROM: 16 KB
  - w modelach 600XL i 800XL dodatkowo wbudowany interpreter języka BASIC (8 KB ROM)
- pamięć RAM: 16 KB (600 XL) lub 64 kB (1200XL i 800XL) (w rzeczywistości dostępne 62 KB)
- grafika: układy ANTIC i GTIA
  - 6 trybów tekstowych o rozdzielczości od 20×12 do 40×24 znaków w 2 lub 5 kolorach (5 dostępnych z poziomu systemu operacyjnego)
  - 11 trybów graficznych o rozdzielczości od 40×24 do 320×192 pikseli w 2, 4 lub 16 kolorach (9 dostępnych z poziomu systemu operacyjnego)
  - paleta barw: 256 kolorów (16 kolorów po 16 odcieni)
- 57-klawiszowa klawiatura QWERTY oraz 9 (w 1200XL) albo 5 (w 600XL i 800XL) klawiszy funkcyjnych

Peryferia:
- układ PIA 6520: 2 porty joysticków, każdy po 4 linie programowalne niezależnie jako wejście albo wyjście
- szyna równoległa „Parallel Bus Interface” do podłączania szybkich urządzeń zewnętrznych – np. rozszerzenia pamięci RAM, dyski twarde

Pozostałe dane komputerów pokrywały się z Atari 400/800.
W Atari 800XL – modelu sprzedawanym w Polsce od 1985 roku – sprzęt nie uległ większym zmianom, rozwinięty natomiast został system operacyjny. Oprócz poprawienia błędów poprzedniej wersji wprowadzono nową klasę urządzeń zewnętrznych podłączanych do szyny równoległej. Opracowano standardowy sposób wywoływania tych urządzeń przez system operacyjny oraz wymagania, jakie powinny one spełniać, by być automatycznie rozpoznane i zainicjowane przez OS. Takie urządzenie miało dysponować własną pamięcią ROM z programem obsługi, który miał się w sposób standardowy rejestrować w systemie.
Koncepcja ta mocno przypomina wynalezione 12 lat później w świecie PC urządzenia „Plug&Play”. Pozwoliło to na bezkonfliktowe podłączenie do ośmiobitowego Atari twardych dysków bez konieczności modyfikowania systemu operacyjnego oraz istniejącego oprogramowania.
600XL miało nieco mniejszą obudowę niż 800XL oraz mniej pamięci operacyjnej – 16 KB.
800XLF to 800XL ze zmienioną płytą główną i nowym układem o nazwie Freddie, układ ten zastąpił kilka mniejszych układów, wyeliminował linię opóźniającą oraz ograniczył koszty produkcji.

## Seria XE

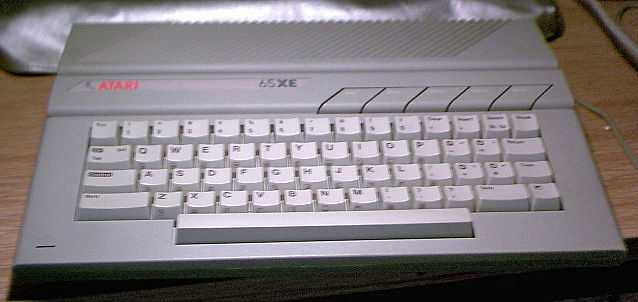
Atari 65XE

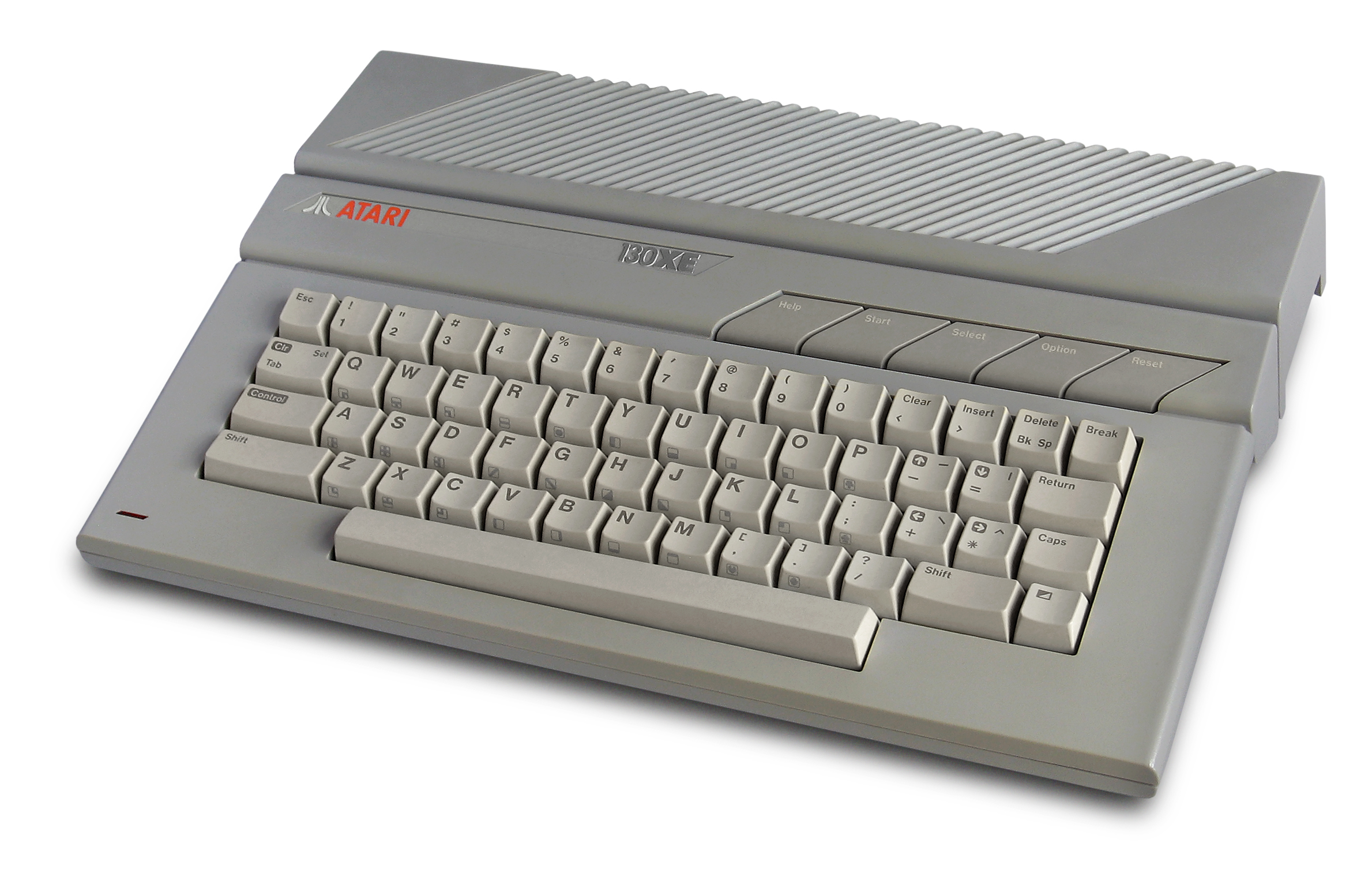
Atari 130XE

W roku 1985 wprowadzono na rynek modele Atari 65XE oraz Atari 130XE. Pierwszy z modeli to praktycznie Atari 800XL w nowej, dostosowanej wzorniczo do serii ST, obudowie. Jedyną ważniejszą innowacją była wymiana interpretera Atari BASIC z wersji B na pozbawioną najbardziej uciążliwych błędów wersję C.
130XE – sprzedawany w Polsce od 1986 roku, był to komputer 65XE z rozszerzeniem pamięci do 128 KB i dodanym złączem ECI (Enhanced Cartridge Interface) – późniejsze wersje Atari 65XE były montowane na płycie 130XE i również zawierały to złącze. Ponieważ ośmiobitowy mikroprocesor 6502 może zaadresować jedynie 64 KB pamięci, dodatkowa pamięć w 130XE była dostępna w postaci wymiennych banków pamięci po 16k każdy, przełączanych w obszarze $4000–$7FFF. Produkcję komputera 130XE chciał w Polsce prowadzić od roku 1986 Lucjan Daniel Wencel, założyciel firmy LDW.
Na rynku zachodnioniemieckim model 65XE został wprowadzony w 1987 roku pod zmienioną nazwą 800XE. Wszystkie egzemplarze były zbudowane na płycie 130XE bez dodatkowych kości pamięci i ich kontrolera, miały więc dostępne złącze ECI. Ostatnie egzemplarze produkowane były z niskich jakościowo elementów, często z fabrycznie wadliwym układem GTIA, co czyniło część trybów graficznych nieużytecznymi – wyświetlały się z błędami.

## XE Game System

Logo konsoli

Konsola do gier sprzedawana od 1987 roku. Jest to wariacja 65XE w obudowie z oddzielaną klawiaturą i wbudowaną grą Missile Command, uruchamianą poprzez uruchomienie komputera bez podłączonej klawiatury lub z wciśniętym klawiszem SELECT. W komplecie z konsolą sprzedawano dżojstik oraz kartridże z grami Flight Simulator II i Bug Hunt wraz z pistoletem XG-1. W Wielkiej Brytanii można było nabyć samą konsolę bez akcesoriów, które można było później dokupić oddzielnie. Maszynę wyposażono w wyjścia composite video oraz audio w standardzie RCA w miejsce stosowanych w serii XL i XE złączy monitora typu DIN. Ostatnia konsola Atari w technologii 8-bitowej.
W Polsce sprzęt pojawił się w 1988 roku w sieci sklepów Pewex. Według Marcina Przasnyskiego z magazynu „Top Secret” sprzęt miał zbyt wysoką cenę i mało atrakcyjny zestaw.

## Urządzenia peryferyjne
- Magnetofony kasetowe:

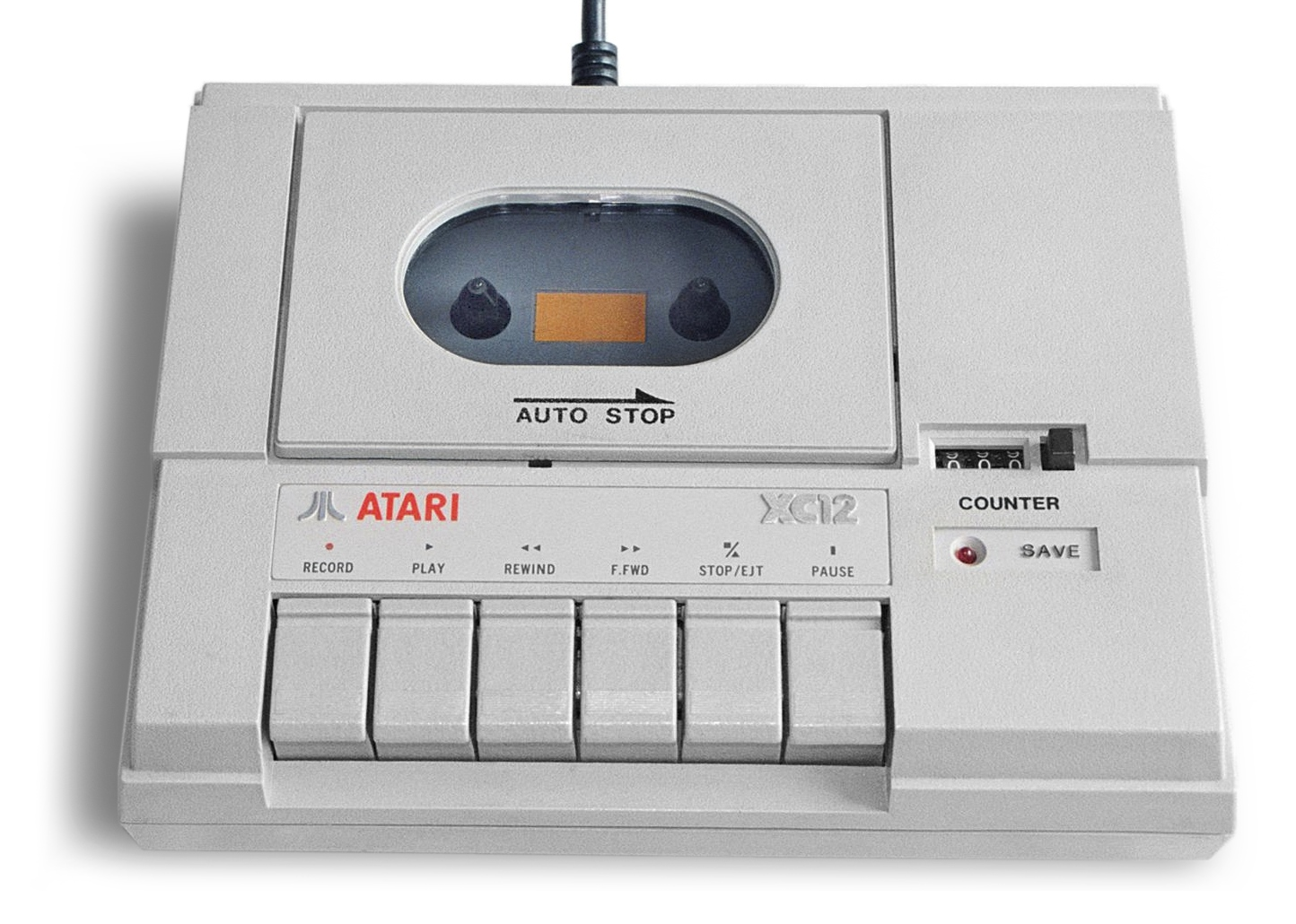
Magnetofon XC 12

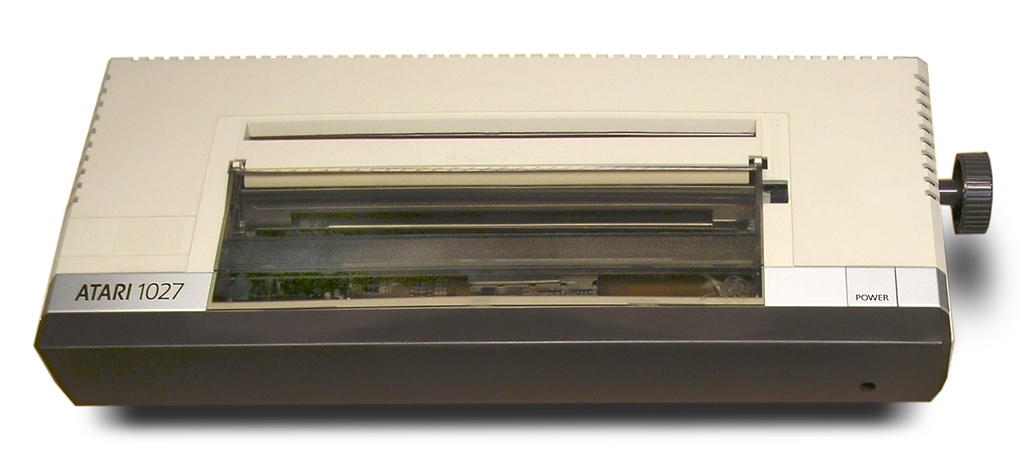
Drukarka ATARI 1027

  - Atari 410 – przeznaczony dla serii 400/800
  - Atari 1010 – produkowany w dwóch odmianach S (przez Sanyo) i C (przez Chelco), przy czym wersja S ma lepsze rozwiązania techniczne. Wymaga użycia zewnętrznego zasilacza.
  - Atari XC11 – wysokiej klasy – dostosowany stylistycznie do modeli XE.
  - Atari XC12 – niskiej jakości – produkowany także przez inne firmy pod podobnymi oznaczeniami, np. XCA 12 czy CA 12
- Stacje dyskietek 5 1/4 cala:
  - Atari 810 – obsługująca wyłącznie pojedynczą gęstość. Stylistycznie należy do rodziny 400/800.
  - Atari 1050 – napęd pracujący w pojedynczej (90 KB) oraz rozszerzonej (130 KB) gęstości przeznaczony dla serii XL. Stacja była także poddawana przeróbkom umożliwiającym zwiększenie gęstości zapisu.
  - Atari XF551 – pracująca w gęstościach pojedynczej, rozszerzonej oraz podwójnej (180 KB) – również dwustronnie. Dostosowana stylistycznie do serii XE.
- Drukarki:
  - Atari 1025 – mozaikowa, starszy model. Drukarka ta była dostosowana do korzystania ze zwykłej taśmy barwiącej od maszyny do pisania.
  - Atari 1029 – mozaikowa, nowszy model. Posiada matrycę 5×7 punktów, drukuje 80 lub 40 kolumn, prędkość 50 znaków na sekundę, możliwość stosowania papieru perforowanego lub w arkuszach.
  - Atari 1027 – znakowa. Drukuje 12 znaków na cal (80 kolumn), prędkość 20 znaków na sekundę.
  - Atari 1020 – drukarka/ploter. Może pracować w trybie tekstowym i graficznym posługując się czterema kolorami.

## Sprzedaż w Polsce
W Polsce urządzenia i peryferia Atari sprzedawane były w sklepach sieci Pewex. Za import odpowiedzialny był Lucjan Daniel Wencel, założyciel przedsiębiorstw Logical Design Works i Przedsiębiorstwo Zagraniczne Karen. Pierwsze zajmowało się importem sprzętu do Polski, drugie – serwisowaniem. Wencel poprzednio ustanowił kanały eksportowania Atari do Jugosławii i na Węgry. Ekspansja Atari na rynek polski powiodła się dzięki oddelegowaniu do Mariana Zacharskiego, dyrektora naczelnego Pewexu, współpracownika Jacka Tramiela do spraw współpracy z krajami wschodnimi.
W grudniu 1988 sprzedaż komputerów Atari w sieci Pewex osiągnęła pułap 180 tysięcy sztuk, a Tramiel w wywiadzie dla „Komputera” potwierdził dochód przedsiębiorstwa Atari w Polsce wynoszący 1 mln dolarów, co przekładało się na zbyt 1% produkcji. Tym samym Polska była największym rynkiem zbytu dla przedsiębiorstwa w Europie Wschodniej. Do końca 1990 roku sprzedano od 250 do 270 tysięcy 8-bitowych komputerów Atari, a w 1991 roku planowano sprzedaż kolejnych 60–70 tysięcy egzemplarzy. 
W czerwcu 1988 roku Pewex rozpoczął sprzedaż konkurencyjnego komputera Commodore 64, który zaczął powoli wypierać 8-bitowe Atari. Momentem kulminacyjnym w ich rywalizacji był rok 1992, gdy ze względu na wycofanie 8-bitowego Atari na świecie oraz koniec zapasów zagranicznego oprogramowania, nastąpił kryzys na rynku ponieważ prawie każdy chciał sprzedać komputer, ale mało kto chciał go odkupić.